# 堀田清治
堀田 清治（ほった せいじ、1899年（明治32年）12月6日 - 1984年（昭和59年）2月17日）は、日本の洋画家。福井県福井市出身。福井県立福井中学（現・福井県立藤島高等学校）卒業。日本の洋画壇を代表するフォーブ(野獣派)の巨匠。日展文部大臣賞ほか受賞歴多数。日洋展委員・動く美術館運営委員もつとめ、積極的な美術活動を展開し多くの俊秀を育てた。芸術院会員に推挙されながらも終始一貫して断り続ける信念の人でもあった。

## 略歴
福井市の紡績原料問屋の長男として生まれる。福井中学入学後油絵を描き始め、1920年（大正9年）に上京、太平洋美術研究所に入所し高間惣七に師事する。同研究所や高間らが結成した新光洋画会で最高賞を受賞後、帰郷した際に同郷の土岡秀太郎らとともに北荘画会を創立、福井の文化的地盤の形成に尽力する。分厚いマチエールによるダイナミックで力強い画風を特徴とする。1924年（大正13年）再度上京し、創立当初から槐樹社に加わり、1926年（昭和元年）には『大樹のある風景』で初入選。1929年（昭和4年）には『靴屋』を出品し槐樹社賞受賞、その後『飢餓』『基礎工事』でも同賞を受ける。
1933年（昭和8年）第14回帝展に『炭鉱夫』で特選、プロレタリア作家としての名声を確立する。1936年（昭和11年）には新文展無監査となる。
日展には1956年（昭和31年）から出品、1962年（昭和37年）日展評議員、1969年（昭和44年）からは日展参与。この間、1958年（昭和33年）にはアトリエを構えた武蔵野を拠点に新槐樹社を創立し代表となる。1959年（昭和34年）から2年間渡仏、アカデミー・ジュリアンに学び、宗教をモチーフにした作品を中心に描いた。1975年（昭和50年）の日展出品作『麿崖不動明王』で文部大臣賞受賞。晩年まで各地の麿崖仏や観音像を題材に現地での取材と制作を精力的に行った。1979年（昭和54年）日本橋三越で画業55年展開催、1981年（昭和56年）福井県立美術館で回顧展開催。勲四等旭日小綬章受章。
1984年（昭和59年）2月17日、三鷹市厚生会病院にて心不全で死去。享年85。
2007年（平成19年）5月に武蔵野市立吉祥寺美術館で開催された堀田清治展では、武蔵野市の所蔵する堀田清治の油彩作品に、柏市教育委員会、多摩市教育委員会所蔵の作品あわせて約30点が展示された。

## 作品
- 『基礎工事』（1930年頃、所蔵：旧多摩聖蹟記念館）[2][3]